# Harry’s House
Harry’s House — третий студийный альбом английского певца и автора песен Гарри Стайлза, релиз которого состоялся 20 мая 2022 года на лейблах Columbia и Erskine Records.
В музыкальном плане в альбоме представлены такие стили как поп-фанк, поп-рок, синти-рок и R&B. В поддержку альбома вышли синглы «As It Was» и «Late Night Talking»; первый дебютировал с первого места в чартах синглов Великобритании и США, став второй сольной песней занявшей первые места в обеих странах. Альбом был встречен восторженными отзывами музыкальных критиков.
Несмотря на то, что альбом за месяц до релиза просочился в сеть, «Harry’s House» продемонстрировал один из лучших результат продаж за первую неделю релиза в карьере Гарри Стайлза. Альбом дебютировал с первого места в Великобритании в альбом чарте UK Albums Chart с продажами 113 000 эквивалентных копий, став самым быстро продаваемым альбомом в стране. Он также дебютировал на первом месте в американском чарте альбомов Billboard 200 с результатом продаж в 531 500 эквивалентных копий альбома, включая 330 000 «чистых» продаж альбома. Это лучший показатель недельных продаж в дебютную неделю для альбомов в США в 2022 году. Помимо Великобритании и США, «Harry’s House» дебютировал с первого места в чартах Австралии, Бельгии, Канады, Франции, Германии, Ирландии, Италии, Нидерландов, Новой Зеландии, Испании, Швеции и Швейцарии.

## Предыстория и релиз
Английский певец и автор песен Гарри Стайлз объявил название своего предстоящего третьего студийного альбома «Harry’s House» 23 марта 2022 года, представив его обложку, сорокасекундный трейлер и дату выхода 20 мая 2022 года. В трейлере, Гарри выходит на сцену театра с улыбкой на лице и встает в центр перед театральной декорацией в виде «фасада дома», а на заднем плане играет синтезатор. В «Harry’s House» будет 13 треков. Джони Митчелл, которая включила свой трек под название «Harry’s House / Centerpiece» в свой альбом 1975 года The Hissing of Summer Lawns, написала в Твиттере, что ей «понравилось это название». Анонсировав альбом, Гарри создал интерактивный веб сайт и новую учётную запись в Твиттере. В нём есть сообщения «ты дома» и «в этом мире есть только мы, ты знаешь, что это не то же самое как было». В интервью для Apple Music Гарри Стайлз рассказал, как он придумал название для нового альбома: "Альбом назван в честь Харуоми Хосоно, в 70-х у него вышел альбом под названием «Hosono’s House». Я провел свой отпуск в Японии, где услышал эту пластинку и я подумал: «Мне она нравится. Было бы очень здорово записать пластинку под названием „Harry’s House“»".
В песнях «Cinema» и «Daydreaming» на соло-гитаре играет Джон Мейер.

## Продвижение
1 апреля 2022 года состоялся релиз первого сингла с альбома под названием «As It Was», о выходе которого было объявлено ранее 28 марта 2022 года. На фестивале Коачелла 15 апреля 2022 года Гарри Стайлз впервые исполнил вживую песню «As It Was», а также две не изданные песни: «Boyfriends» и «Late Night Talking».

## Мнение критиков
| Совокупная оценка    | Совокупная оценка |
| Источник             | Оценка            |
| -------------------- | ----------------- |
| Metacritic           | 82/100            |
| Оценки критиков      |                   |
| Источник             | Оценка            |
| American Songwriter  | [ 15 ]            |
| DIY                  | [ 16 ]            |
| Entertainment Weekly | A−                |
| The Guardian         | [ 18 ]            |
| The Independent      | [ 19 ]            |
| The Line of Best Fit | 7/10              |
| NME                  | [ 21 ]            |
| Pitchfork            | 7.2/10            |
| Rolling Stone        | [ 23 ]            |
| Slant Magazine       | [ 24 ]            |

На сайте-агрегаторе Metacritic альбома «Harry’s House» получил 82 балла из 100 на основе отзывов десяти критиков, что свидетельствует о «всеобщем признании» среди критиков. Алексис Петридис из The Guardian написал, что альбом «отвечает многим требованиям и обладает большим шармом, что делает его идеальным отражением поп-звезды, которая его записала». В рецензии для DIY, Эмма Суонн пишет, что Гарри Стайлз попеременно проводит время между «изучением ярких лирических микровиньеток» и «затемнение» повествования в альбоме, он «также не боится быть второстепенным по отношению к песни; многим другим звездам потребовалось гораздо больше времени, чтобы научиться этому». Николас Хаутман из Page Six назвал альбом Гарри Стайлза «самой большой звуковой переменой», написав, что артист — «рок-божество 21-го века, которому не нужно никому угождать».

## Коммерческий успех
Альбом дебютировал на первом месте в США в чарте альбомов Billboard 200, набрав 521 500 единиц альбомных эквивалентов, включая 330 000 с продаж альбома и 189 000 единиц за счет стриминга. Это третий альбом Гарри Стайлза, который смог возглавить чарт Billboard 200, а также это его лучший дебют в стране и лучшие результат продаж для альбомов в первую неделю в 2022 году.

## Список композиций
- Все песни с альбома спродюсированы Томасом Халлом и Тайлером Джонсоном; в восьмом треке также продюсером выступил Самуэль Витте.

| №                   | Название                       | Автор(ы)                                                                                                   | Длительность |
| ------------------- | ------------------------------ | --- | ------------ |
| 1.                  | «Music for a Sushi Restaurant» | Гарри Стайлз, Томас Халл, Тайлер Джонсон, Митч Роуленд                                                     | 3:14         |
| 2.                  | «Late Night Talking»           | Гарри Стайлз, Томас Халл                                                                                   | 2:58         |
| 3.                  | «Grapejuice»                   | Гарри Стайлз, Томас Халл, Тайлер Джонсон                                                                   | 3:12         |
| 4.                  | «As It Was»                    | Гарри Стайлз, Томас Халл, Тайлер Джонсон                                                                   | 2:47         |
| 5.                  | «Daylight»                     | Гарри Стайлз, Томас Халл, Тайлер Джонсон                                                                   | 2:45         |
| 6.                  | «Little Freak»                 | Гарри Стайлз, Томас Халл                                                                                   | 3:23         |
| 7.                  | «"Matilda»                     | Гарри Стайлз, Эми Аллен Томас Халл, Тайлер Джонсон                                                         | 4:05         |
| 8.                  | «Cinema»                       | Гарри Стайлз, Самуэль Витте                                                                                | 4:03         |
| 9.                  | «Daydreaming»                  | Гарри Стайлз, Томас Халл, Тайлер Джонсон, Луи Джонсон, Валери Джонсон, Алекс Вейр, Куинси Джонс, Том Балер | 3:07         |
| 10.                 | «Keep Driving»                 | Гарри Стайлз, Томас Халл, Тайлер Джонсон, Митч Роуленд                                                     | 2:19         |
| 11.                 | «Satellite»                    | Гарри Стайлз, Томас Халл, Тайлер Джонсон                                                                   | 3:37         |
| 12.                 | «Boyfriends»                   | Гарри Стайлз, Тобиас Джессо мл. , Томас Халл, Тайлер Джонсон                                               | 3:12         |
| 13.                 | «Love of My Life»              | Гарри Стайлз, Томас Халл, Тайлер Джонсон                                                                   | 3:11         |
| Общая длительность: | Общая длительность:            | Общая длительность:                                                                                        | 41:48        |

## Чарты
| Чарт (2022)                           | Высшая позиция |
| ------------------------------------- | -------------- |
| Australian Albums (ARIA)              | 1              |
| Бельгия/Фландрия (Ultratop)           | 1              |
| Бельгия/Валлония (Ultratop)           | 1              |
| Чехия (ČNS IFPI)                      | 8              |
| Нидерланды (Album Top 100)            | 1              |
| Финляндия (Suomen virallinen lista)   | 1              |
| Франция (SNEP)                        | 1              |
| Германия (Offizielle Top 100)         | 1              |
| Ирландия (Irish Albums Chart)         | 1              |
| Italian Albums (FIMI)                 | 1              |
| Japanese Hot Albums (Billboard Japan) | 82             |
| Lithuanian Albums (AGATA)             | 1              |
| New Zealand Albums (RMNZ)             | 1              |
| Норвегия (VG-lista)                   | 1              |
| Шотландия (Scottish Albums Chart)     | 1              |
| Swedish Albums (Sverigetopplistan)    | 1              |
| Швейцария (Schweizer Hitparade)       | 1              |
| Великобритания (UK Albums Chart)      | 1              |
| US Billboard 200                      | 1              |

| Чарт (2022) | Высшая позиция |
| ----------- | -------------- |
| Genius      | 3              |

## Сертификация и продажи
| Регион                                                                      | Сертификация  | Продажи   |
| --------------------------------------------------------------------------- | ------------- | --------- |
| Австралия (ARIA)                                                            | 2× Платиновый | 140 000   |
| Австрия (IFPI Austria)                                                      | Золотой       | 7500      |
| Бразилия (ABPD)                                                             | Бриллиантовый | 160 000   |
| Канада (Music Canada)                                                       | Платиновый    | 80 000    |
| Дания (IFPI Danmark)                                                        | 2× Платиновый | 40 000    |
| Франция (SNEP)                                                              | 2× Платиновый | 200 000   |
| Германия (BVMI)                                                             | Золотой       | 100 000   |
| Венгрия (Mahasz)                                                            | 4× Платиновый | 16 000    |
| Исландия (FHF)                                                              | Золотой       | 2,500     |
| Италия (FIMI)                                                               | 2× Платиновый | 100 000   |
| Новая Зеландия (RMNZ)                                                       | 3× Платиновый | 45 000    |
| Польша (ZPAV)                                                               | 4× Платиновый | 80 000    |
| Португалия (AFP)                                                            | Платиновый    | 7000      |
| Испания (PROMUSICAE)                                                        | 2× Платиновый | 80 000    |
| Швеция (GLF)                                                                | Платиновый    | 30 000    |
| Великобритания (BPI)                                                        | 3× Платиновый | 900 000   |
| США (RIAA)                                                                  | 2× Платиновый | 2,300,000 |
| Данные о продажах + прослушиваниях приведены только на основе сертификации. |               |           |

## История релиза
| Регион | Дата        | Формат                                     | Лейбл            | Источник |
| ------ | ----------- | ------------------------------------------ | ---------------- | -------- |
| Мир    | 20 мая 2022 | кассета CD digital download стриминг vinyl | Erskine Columbia | [ 67 ]   |